# Stupa d'Amaravati
L'Estupa d'Amaravati és una estupa budista en runes, al poble d'Amaravati, situat a Andhra Pradesh, a l'Índia. Fou construïda per fases, entre el segle III aC i aproximadament l’any 250 dC. L’stupa ha patit diverses ampliacions i actualment es troba sota la protecció del Servei Arqueològic de l'Índia.
L’art d’Amaravati s'ha considerat com un dels tres estils o escoles principals de l’art antic indi, juntament amb l’estil Mathura i l’estil Gandhara, principalment a causa dels enllaços comercials marítims de la costa de l'Índia oriental. L’escola d’Amaravati o l’estil escultòric d’Andhra va tenir una gran influència en l’art al sud de l’Índia, Sri Lanka i el sud-est asiàtic.
El principal fet a destacar de l’Estupa d’Amaravati és que les escultures que s'han trobat representen la pròpia estupa. Algunes representacions difereixen entre sí, ja que reflecteixen les diverses etapes constructives que va haver-hi, fet que permet tenir una idea del seu aspecte original. 
Gran part de les escultures d’aquest jaciment estan malmeses, tot i que es conserven en diversos museus d’arreu de l’Índia i de l’estranger. Les col·leccions més grans es troben al Museu del Govern, a Chennai, al Museu Arqueològic d’Amaravati i al Museu Britànic de Londres.

## Història
Entre el segle II aC i el segle III dC, el budisme va florir a la zona costanera del sud-est de l'Índia, part del país que es coneixia com a Andhra. Entre els més de cent llocs budistes i restes d'aquesta religió, particularment a la baixa vall del riu Krishna, la gran stupa d'Amaravatti és la més destacada.
Malgrat la seva gran reputació com a primer centre budista i lloc de producció d’art, Amaravatti és un lloc enigmàtic envers la seva fundació, desenvolupament i decadència, una situació causada en gran manera per la destrucció de l'stupa durant les primeres excavacions.
Inclús havent implicat diferents camps d'estudiosos, han sorgit dificultats amb referència a la datació i la naturalesa de les circumstàncies culturals i polítiques sota les quals es construí l'estupa.

Per resoldre aquesta qüestió, els estudiosos han assenyalat dos esdeveniments històrics del Dècan primerenc: primer, la interacció cultural entre Andhara i regions externes, en particular el món clàssic occidental, i, segon, el govern de la dinastia Satvahana.

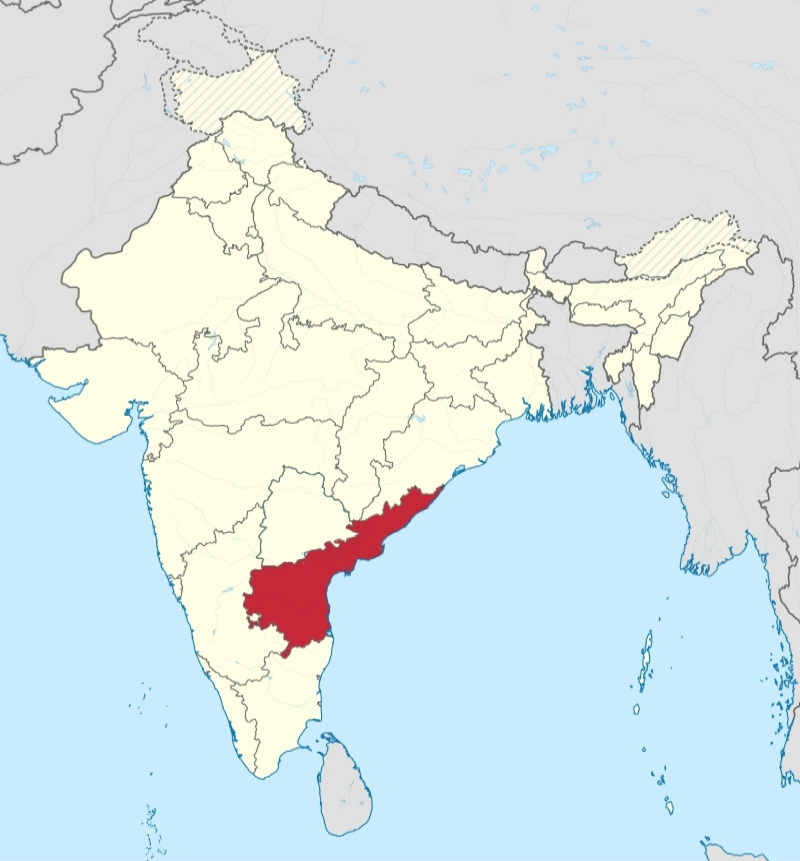
Andhra Pradesh, Índia

Ramaprasad Chanda (1925) va estudiar les inscripcions recentment descobertes i les classifica sobre la base de la paleografia en quatre períodes entre el segle ii i el segle III dC. Atès que aquesta datació es corresponia bé amb la cronologia tradicional dels Satavahanes, va ser plenament acceptada per Sivaramammurti, historiador de l’art indi, que va etiquetar l'stupa durant el gloriós moment del període satavahana. Malgrat això, la teoria de Sivaramammurti fou contraposada per Douglas Barret. En el seu catàleg de l'escultura Amaravatti del British Museum, Barret va admetre el paper crucial de la dinastia a l'hora de proveïr la regió d'Andhra amb l'estabilitat política i econòmica que permeté la construcció de temples budistes. No obstant això, va datar del govern de la dinastia a Andhara durant el segon quart del segle II DC, ja que indentificava la pàtria dels Satavahanas amb el nord-oest del Dècan, no amb Andhara. Barret, va concloure així que la construcció de l'stupa i escultures d'Amaravatti foren construides entre 125 i 240 DC.
Aquestes dues teories van ser objecte de debat entre historiadors. Per una banda, les conclusions de Barret foren acceptades pels experts de fora d’Índia. Mentres que, per l’altra, arqueòlegs indis ho contraposaven proporcionant noves proves arqueològiques i epigràfiques, com un pilar amb inscripcions d’època Màuria, les quals asseguraven que l'stupa havia sigut fundada molt abans.
Juntament amb el problema de la reconstrucció arquitectònica, la cronologia de l’stupa continua sent  un tema polèmic entre els historiadors de l'art, epigrafistes i arqueòlegs. Malgrat haver-se fet nombrosos intents per a reconstruir la forma definitiva de l’stupa i decidir la cronologia de les escultures i inscripcions, aquests esforços han estat sense èxit i lluny de formar una visió concreta del desenvolupament arquitectònic real del procés del monument. Per exemple, la balaustrada que envoltava l'stupa estava composta per diversos tipus de períodes diferents.
Atès que el treball arqueològic de mitjans del segle xx va proporcionar evidències significatives d'una data primerenca per l’stupa, estudis recents s'han decantat per assumir el seu origen a un període Aixoka. Les restes arquitectòniques més primerenques són els pilars de granit que formaven part de la balaustrada exterior al Vedika, van ser descoberts durant l’excavació de 1958.
L'evidència actual, per tant, suggereix que els cos arquitectònic de l’stupa està datat principalment en el període post-Mauria (ca. 200-100 ac), tot i que una part de la balaustrada de pedra calcària sembla haver estat construida posteriorment. Les pedres superiors amb relleus d’animals i joves, les primeres lloses del tambor i alguns altres fragments primitius pertanyen a aquest primer període. La circumferència del monument devia ser bastant gran en aquest moment, tenint en compte la mida dels pilars de granit, alguns dels quals encara es poden observar in situ.
Durant el 50 AC. i el 250 DC. hi va haver un nou període de construcció  i l’stupa es va ampliar i decorar amb una nova balaustrada de pedra calcària decorada amb una narrativa d’escultures. A més a més, s'hi afegiren nombrosos panells escultòrics per envoltar la seva superfície. De fet, la major part de les peces escultòriques trobades a l'stupa pertanyen a aquesta període. Degut a l'altament sofisticada representació escultòrica, antics estudiosos d'Amaravatati han anomenat a aquesta fase de construcció el període “clàssic” o “alt”.
Certes escultures trobades pertanyen a un temps encara més tardà, al voltant dels segles VII o VIII, i inclouen Bodhisattvas i deesses. El centre d’Amaravati va continuar actiu probablement fins al segle XIII.

## Excavacions

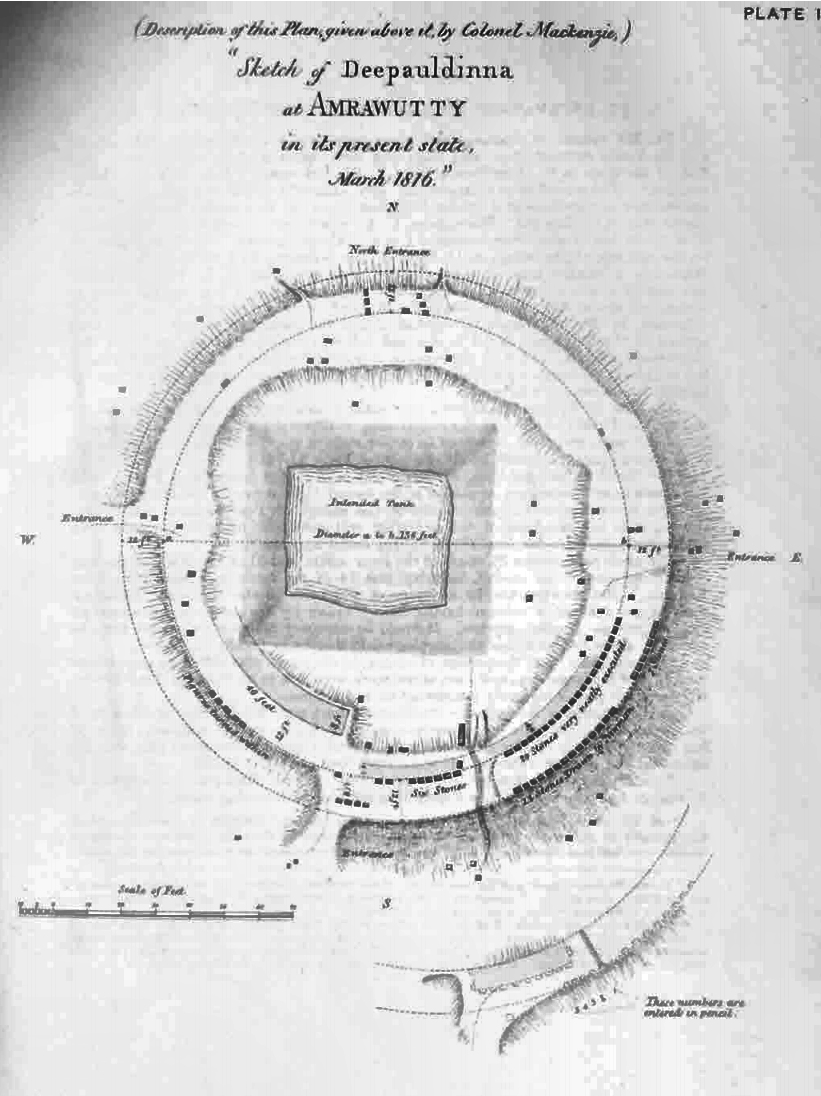
Plànol de l'estupa d'Amaravati elaborat per Colin Mackenzie l'any 1817

La primera documentació existent de les runes de l’estupa d’Amaravati fou elaborada l’any 1797 pel coronel Colin Mackenzie. Va trobar les runes a la riba dreta del riu Krixna, al sud-est asiàtic. El major Mackenzie va documentar una enorme construcció budista, elaborada amb maons i revestida amb lloses de pedra calcària.
Més endavant, l’any 1817 va tornar i les excavacions indiscriminades que s'havien dut a terme pel zamindar Vasireddy Venkatadri Nayudu havien destruït pràcticament tot el que quedava de l’estructura de l’estupa. Fou llavors quan Mackenzie va dur a terme més excavacions, va registrar tot allò que va trobar i va dibuixar un plànol de l’estupa.

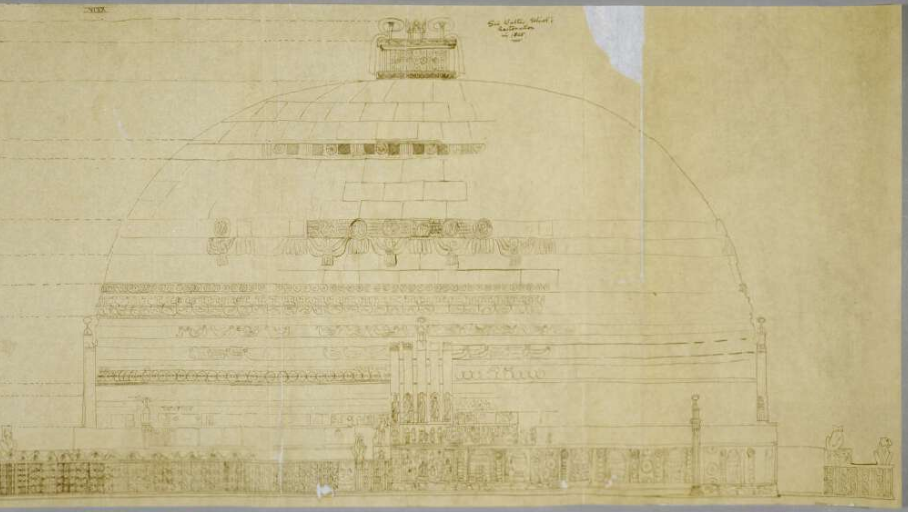
Dibuix de l'estupa d'Amaravati elaborat per Walter Elliot

El 1845 Sir Walter Elliot, del servei Civil de Madràs va explorar l’àrea al voltant de l’estupa i va excavar prop de la porta sud de l’estupa. Arran de les seves excavacions va traslladar un gran nombre d’estàtues a Madràs (l’actual Chennai). Elliot va elaborar un gran nombre de notes i esbossos que documentaven les seves excavacions, tot i que la majoria d’aquestes es van perdre quan tornava cap a Anglaterra. Els artefactes que va transportar cap a Madràs es van començar a deteriorar, de manera que el doctor Edward Balfour, l’any 1853 va iniciar una campanya perquè fossin traslladats a Anglaterra.
L’any 1855 es va elaborar una col·lecció de 75 fotografies de les escultures trobades per Sir Walter Elliot (actualment anomenades Elliot Marbles). Finalment, l’any 1859 moltes d’aquestes escultures van ser exportades a Londres i van ser conservades fins a l'actualitat al Museu Britànic.

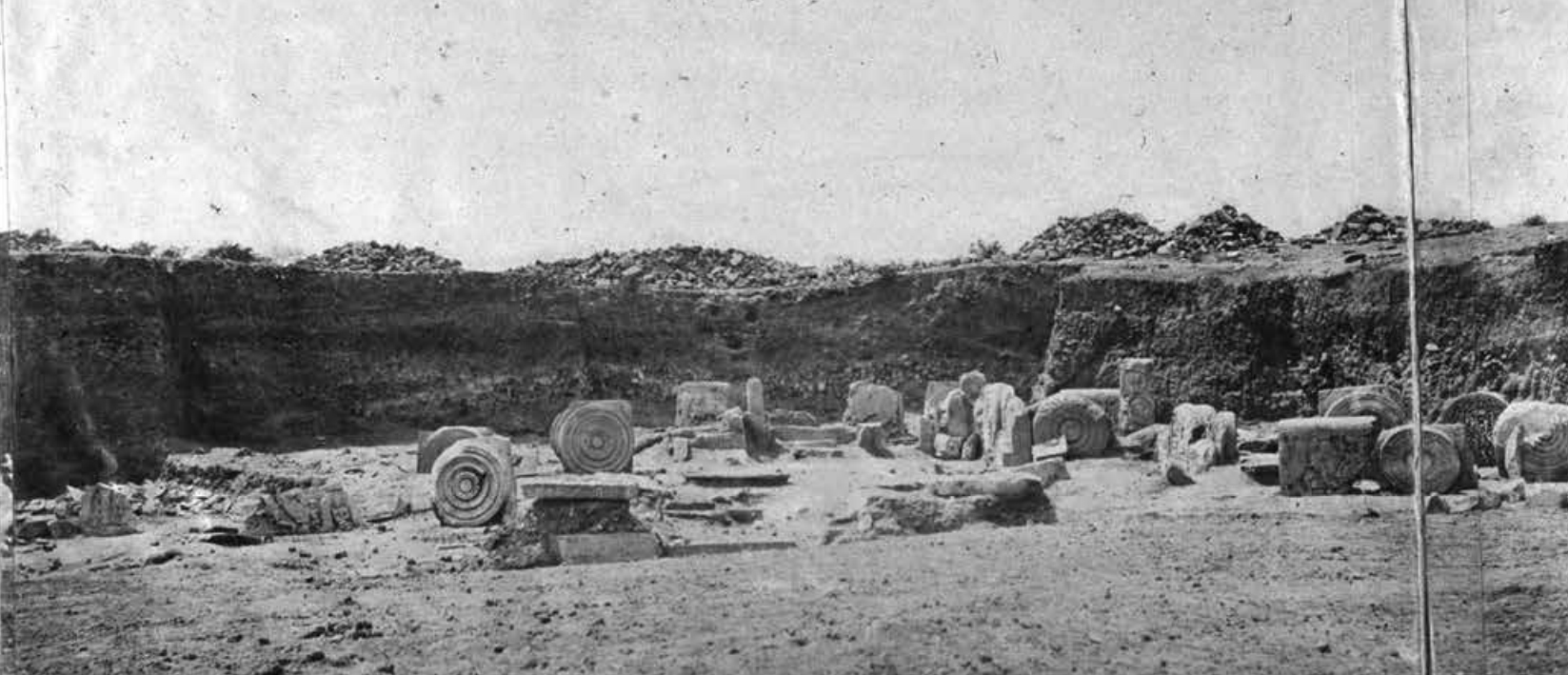
Fotografia de les excavacions de la porta sud de l'estupa d'Amaravati, elaborada per J.G Horsfall, l'any 1880

L’any 1880, Robert Sewell va fer més excavacions, sota la direcció de James Burgess, el primer director del Centre d’arqueologia de l’Índia. Al llarg d’aquestes excavacions va dur a terme diversos registres amb dibuixos i esbossos del procediment. Des de llavors s'han posat en marxa diversos plans de conservació i restauració de les escultures de l’estupa que es van quedar a l’Índia.

## Escultures d'Amaravati
La història de les escultures de la stupa és complicada i encara s'estan desenvolupant aproximacions acadèmiques: les temàtiques de molts relleus amb detalls narratius encara no s'han identificat, i molts dels relleus que envoltaven el tambor en la primera fase van ser girats i reesculpits al seu revers, per després ser recol·locats al tambor. Així, les escultures primerenques del tambor ni tan sols es poden observar.

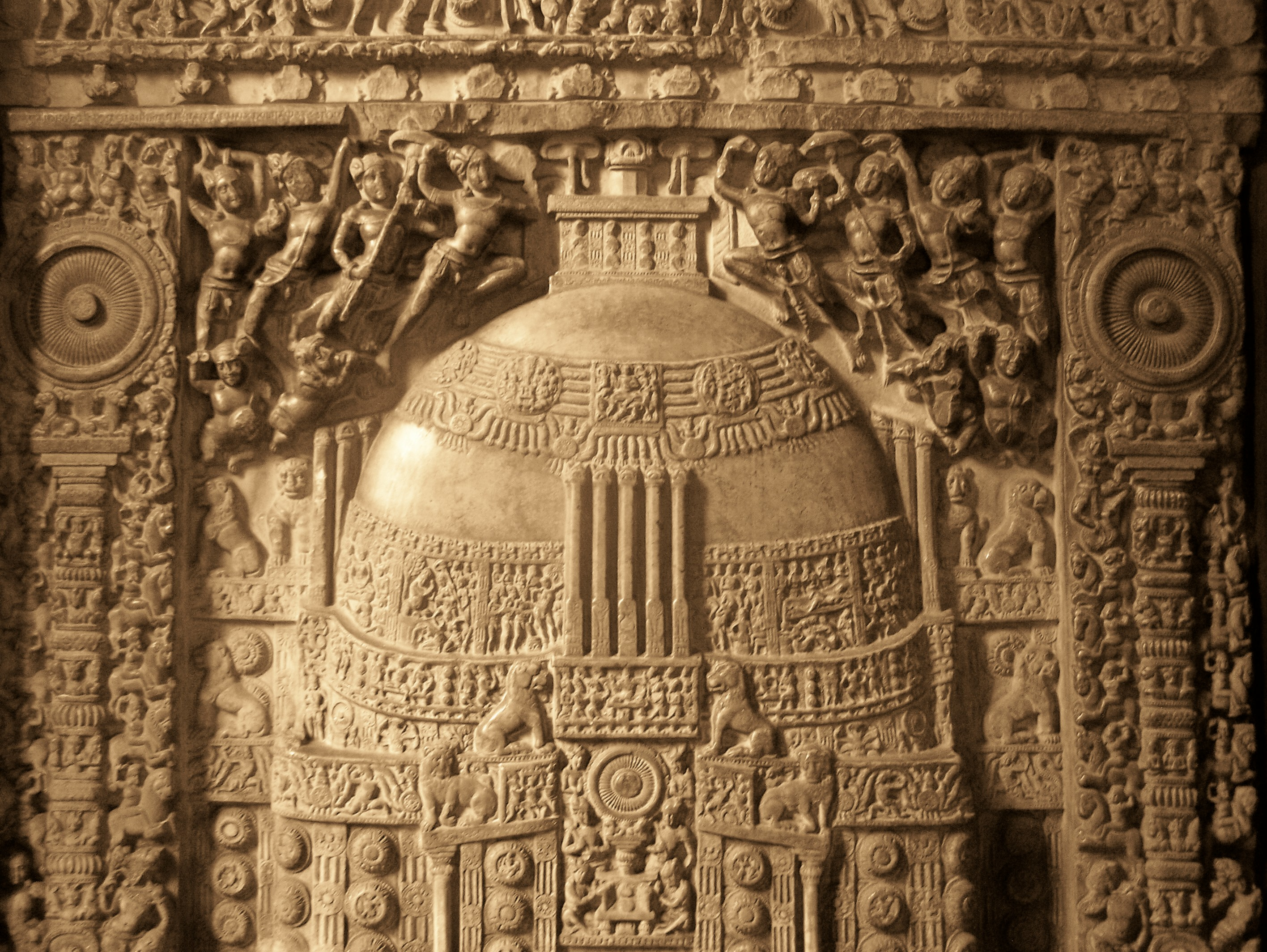
Relleu representant l'Stupa d'Amaravati, al Museu del Govern, Chennai

Un percentatge molt baix de les peces escultòriques van trobar-se en el seu lloc original i, en haver-se destruït la majoria de peces, no es pot saber del cert si les dues etapes constructives van finalitzar-se tal com s'havien projectat. Això no obstant, les diverses representacions en els panells del tambor de la mateixa Stupa d’Amaravati (tal com era o tal com s'havia projectat que acabés sent), o de models molt propers —sobretot en la segona etapa escultòrica—, ens ajuden a situar aproximadament les peces trobades en el seu context original.
La majoria dels panells del tambor feien 124 cm d’alçada, 86 cm d’amplada i 12,5 cm de gruixudesa. De fet, la majoria de les escultures de la fase primerenca es van canviar per d'altres de noves, així com, en fases constructives posteriors, es van afegir noves escultures allà on no n’hi havia hagut, generant una gran profusió de relleus i escultures exemptes tant a la stupa mateixa com a la balustrada de pedra que l’envolta, la vèdika.

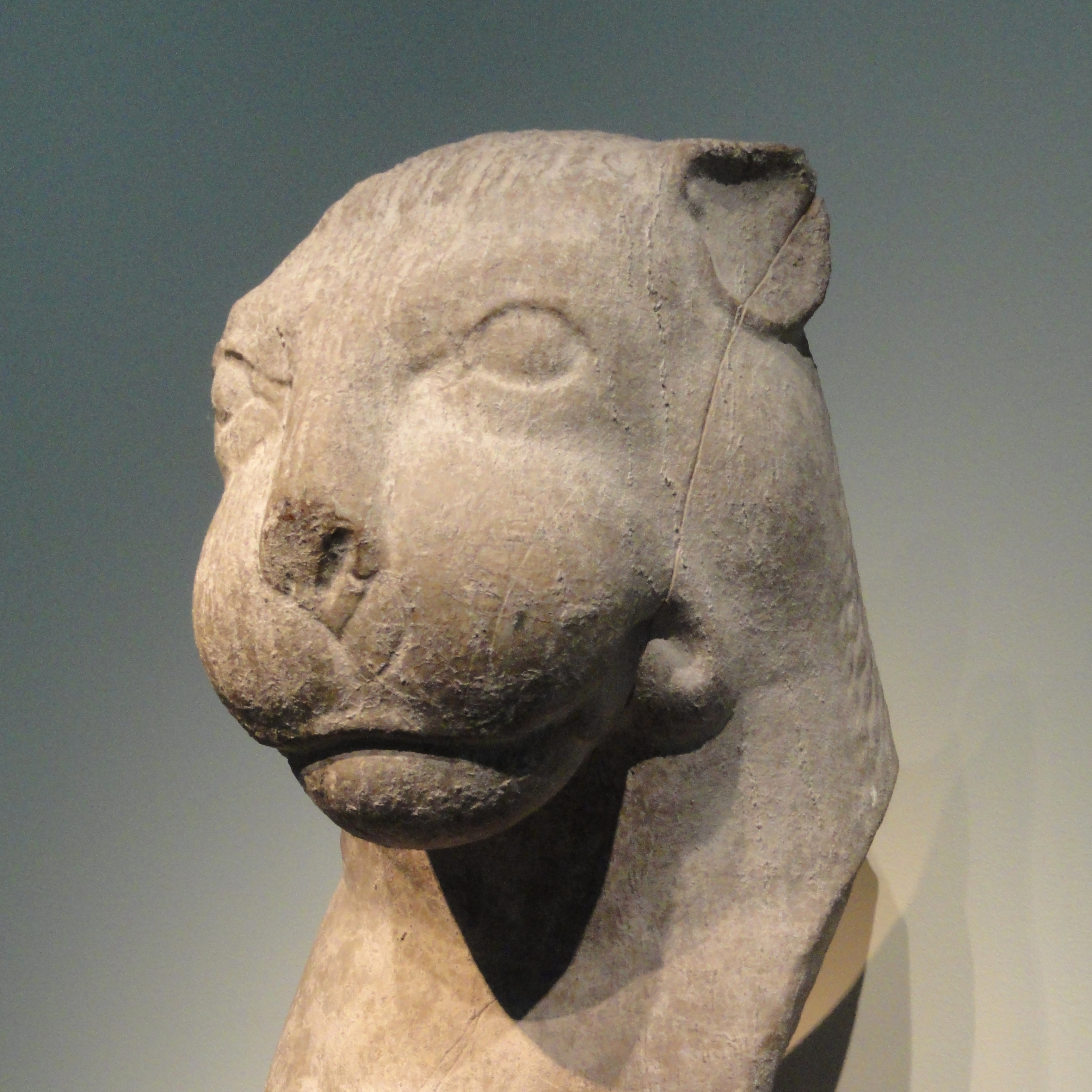
Cap de lleó, en una pilastra al voltant de la stupa

Amb un diàmetre de 58 metres, aquesta espècie de reixa o tanca amb obertures a cadascun dels punts cardinals presentava fileres verticals —d’entre dos i tres metres d’alçada— travessades per tres fileres horitzontals, ambdues decorades amb medallons circulars (lleugerament més grans en el cas de les travesseres horitzontals) amb relleus, la majoria representant flors de lotus. S'ha especulat que les fileres verticals de la vèdika de la primera etapa constructiva eren de granit (pel que sembla, només al cantó est i oest) i sense decoració, i les horitzontals possiblement de pedra calcària. Diverses de les bases de les fileres verticals o pilars es troben al voltant de la stupa en ruïnes.

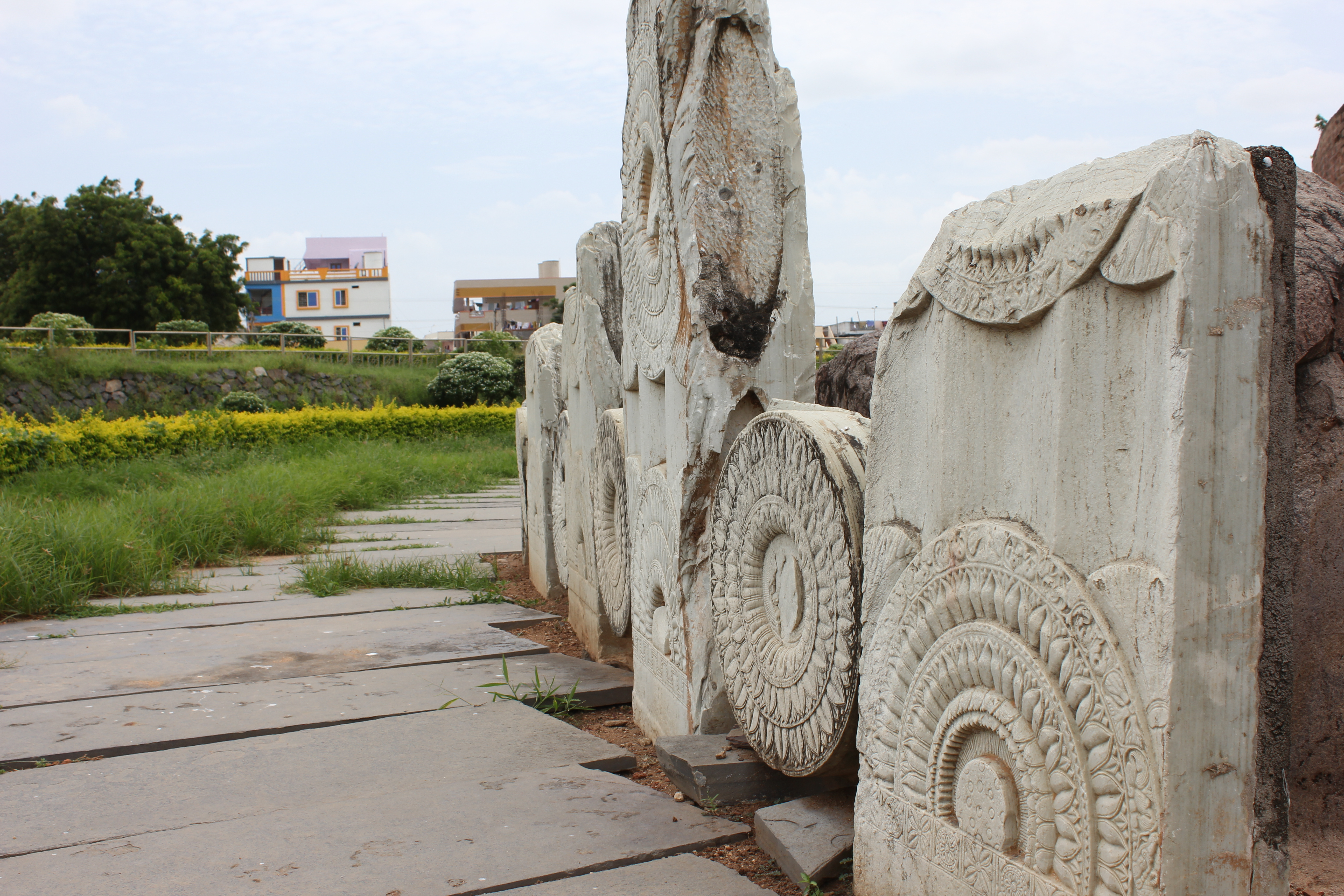
Panells amb medallons amb flor de lotus

Les fileres verticals estaven rematades amb un cavalló al capdamunt, i se n’han trobat diversos amb relleus representant animals i joves corrent, iconografia que es repetirà a l’inici de la segona etapa constructiva. En la primera etapa, la majoria de cavallons eren més petits i generalment esculpits amb decoracions ondulants i amb petites figures entre les corves.
En el cas de la segona etapa constructiva, feien entre 75 i 90 cm d’alçada i entre 20 i 30 cm d’amplada i s'estenien al llarg de les fileres amb relleus amb molt detall, representant sovint escenes de les rondalles Jataka, és a dir, de les vides anteriors de Buda, la majoria d’aquestes al cantó que mirava a l’estupa.
S'han trobat també s'ha trobat un conjunt més petit de fileres de pedra calcària sense decoració de les quals no s'ha determinat la funció ni el lloc original que ocupaven. Al voltant de les quatre entrades hi havia diverses columnes, pilars i pilastres, algunes coronades amb figures de lleons asseguts —símbol important del budisme— i se n’han conservat diverses.
També hi havia petites pilastres al costat dels panells del tambor que reproduïen la stupa, on s'hi representaven també grans estàtues de Buda dempeus darrere les entrades. Això i tot, no s'ha trobat cap resta de dites escultures.

## Escola d'Amaravati

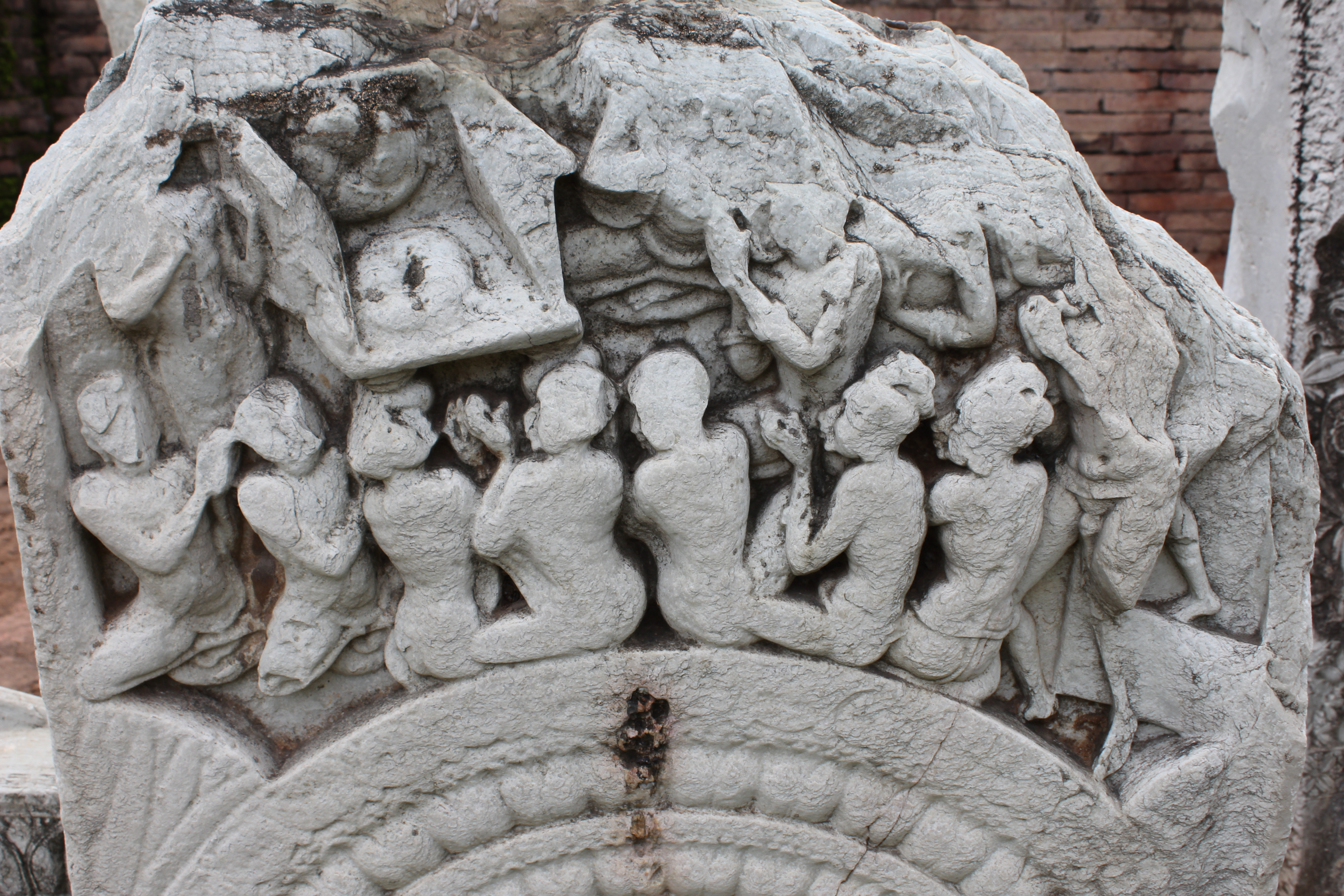
Representacions de figures humanes en baix relleu

Degut a la importància de la Stupa, ha donat nom a un estil regional, l’“Escola d’Amaravati” o l’“Estil d’Andhra”, que engloba també altres jaciments més o menys propers d’Amaravati, degut a que el lloc de troballa de moltes de les peces que s'inclouen en aquest estil no és precís. De fet, les primeres excavacions de la Stupa d’Amaravati no es van registrar correctament i, per tant, la datació i història de les peces és sovint imprecisa.
Diversos estudiososhan teoritzat sobre l’estil que els relleus de la Stupa d’Amaravati presenten, coincidint en considerar-lo un dels cims de l’art primerenc de l’Índia i dels relleus més importants del món, pel dinamisme, la vitalitat, i la gràcia en la representació de les figures i els seus moviments; la riquesa dels elements figuratius, la representació fidel dels plans en escenes massificades gràcies al baix relleu, entre d'altres.
Sobretot a partir de la segona etapa constructiva d’Amaravati, els experts apunten a una espècie d’art de cort en què es representen escenes de la vida luxosa de les classes dominants que participa en els intercanvis comercials amb altres territoris de l’Índia així com més enllà, fins i tot amb Roma.

## Escultures d'Amaravati arreu del món
A part de les escultures que es troben al voltant de la stupa en ruïnes, especialment les peces verticals de pedra calcària de la primera etapa de la vèdika, i els medallons amb flors de lotus,  i de les escultures que són al museu del jaciment, gairebé tota la resta no són a Amaravati. Algunes són en museus d'altres indrets de l’Índia així com arreu del món, sobretot al British Museum. En trobem als espais següents:
Índia
- Museu del Govern, Chennai
- Museu Arqueològic, Amaravati
- Museu de l’Índia, Calcuta
- Museu Nacional de l’Índia, Nova Delhi
- Museu Estatal, Hiderabad
- Museu de Patna
- Chhatrapati Shivaji Maharaj Vastu Sangrahalaya, Bombai
- Museu Estatal, Pudukkottai
- Museu Arqueològic de Baudhasree, Vijayawada
- Museu Estatal de Lucknow

Regne Unit: Museu Britànic de Londres (veure Col·lecció Amaravati)
França: Museu Guimet
Singapur: Museu de les Civilitzacions Asiàtiques
Estats Units: 
- Museu d’Arqueologia i Antropologia de la Universitat de Pensilvània, Filadèlfia
- Museu de Belles Arts, Boston
- Galeria d’Art Freer, Washington D.C.
- Museu d’Art de Seattle
- també a Cleveland, Chicago i Kansas City